# Kállay Miklós (politikus)
Nagykállói Kállay Miklós (Nyíregyháza, 1887. január 23. – New York, 1967. január 14.) magyar politikus, 1932-től 1935-ig földművelésügyi miniszter, majd 1942–44 között Magyarország miniszterelnöke, emellett 1943-ig a külügyminiszteri pozíciót is betöltötte. 1944 márciusában a német megszállás mozdította el tisztségéből.

## Családja
Az ősrégi köznemesi nagykállói Kállay család sarjaként született. Apja, nagykállói Kállay András (1839–1921), Szabolcs vármegye főispánja, földbirtokos, akinek rokonával együtt Kállay Lipóttal, összesen 1492 magyar kataszteri holdja volt Napkoron; anyja, ördögfalvi Csuha Vilma (1848–1922) volt. Apai nagyszülei nagykállói Kállay György (1811–1886), földbirtokos és alsólelóczi és jezerniczei Tarnóczy Mária (1815) voltak.

### Házasságai és leszármazottjai
Nyíregyházán 1914. augusztus 1-jén házasodott össze első feleségével, nagykállói Kállay Helén (Nagykálló, 1894.május 1.–Budapest, 1945 február 7.) kisasszonnyal, akinek a szülei nagykállói Kállay Rudolf (1853–1920) és duboveczi Dobóczky Malvin (1860–1839) voltak. Kállay Helén bátyja, Kállay Tibor, a későbbi pénzügyminiszter. Kállay Miklós és Kállay Helén frigyéből származott:
- dr. Kállay Kristóf (1916–2006) diplomata, vatikáni nagykövet, máltai lovag
- dr. Kállay Miklós (1918–1996) mezőgazdasági szakértő, máltai lovag
- Kállay András (1919–1995) kormányzói testőrfőhadnagy, máltai lovag.

Első felesége halála után, majd 1947. május 8-án Rómában feleségül vette csokalyi Fényes Márta (*Poklostelek, 1887. június 28.–New York, Amerikai Egyesült Államok, 1961. február 5.) asszonyt, akinek a szülei csokalyi Fényes Endre (1854–1922) és alpári és mezőcsáti Abonyi Ilona (1860–1936) voltak. Második házasságából nem születtek gyermekek.

## Életpályája

### A kinevezéséig
A nyíregyházi ágostai hitvallású Evangélikus Főgimnáziumban, majd a budapesti Királyi Katholikus Egyetemi Főgimnáziumban végezte a középiskolát, majd Genfben, Drezdában és Párizsban tanult, végül 1910-ben Budapesten szerzett jogi doktorátust. Előbb kisvárdai szolgabíró, majd 1920-tól két éven át a nagykállói járás főszolgabírója, 1922-től 1929-ig Szabolcs és Ung vármegyék főispánja. 1922-ben megörökölte Kállósemjénben a forrástanyai gazdaságot, itt kezdett el gazdálkodni, önképzéssel bővítve mezőgazdasági ismereteit. Már ekkor, az első lépéseknél, de évekkel később is folyamatosan segítette tanácsaival Westsik Vilmos, a kiváló agrártudós.
Kállay Miklós 1929-től különböző politikai tisztségeket töltött be. Bethlen István kormányában kereskedelemügyi államtitkár, az 1931/32-es költségvetési tárgyalásokon a távollévő Bud János miniszter helyett ő képviselte a kereskedelmi tárcát. 1932 és 1935 között földművelésügyi miniszter Gömbös Gyula kabinetjében, Kállay nevéhez fűződik ebből az időszakból a gazdaadósságok rendezése, az erdő- és a cselédtörvény. Gömbös politikájának radikalizálódásával kilépett a kormányból, Horthy Miklós ekkor a Felsőház tagjává, majd röviddel utána, 1937-ben az akkor megalakított Magyar Királyi Öntözésügyi Hivatal elnökévé nevezte ki. A hivatal élén hosszú távú programot dolgozott ki és indított el, amelynek célja a tiszántúli területek csatornázásával a vízgazdálkodás megoldása volt. Elnöksége alatt épült például a békésszentandrási duzzasztó, amivel lehetővé vált a nagyüzemi rizstermesztés hazai elindítása.
1929–1935 között az Egységes Párt, illetve a Nemzeti Egység Pártja, majd 1935–1939 között pártonkívüli programmal volt országgyűlési képviselő (a kemecsei választókörzetben). Gömbös halála után visszatért a kormánypártba, de a munkába csak jó barátja, Teleki Pál miniszterelnöksége idején kapcsolódott be. Teleki öngyilkossága után a kormányfővé kinevezett és Magyarország hadba lépését bejelentő Bárdossy László nézeteit viszont határozottan ellenezte, így visszautasította annak újabb zsidótörvényről szóló előterjesztését a házassági jog módosításáról, és a parlamentben ellene szavazott.

### A miniszterelnök
Nem kétséges, hogy Bárdossy felmentése után Bethlen ajánlotta maga helyett Kállayt Horthynak. Kállayval egy „második Bethlen” került a miniszterelnöki székbe. Nemcsak személyes jó barátok voltak, hanem teljesen azonos politikai felfogásúak is, mindketten a konzervatív, lassú reformokat pártoló nagybirtokosi réteget képviselték. Amikor Bethlen kilépett a Nemzeti Egység Pártjából, egyedül Kállay követte, benne tehát úgy bízhatott meg Horthy, mint Bethlenben, és az a nagy előnye volt vele szemben, hogy a belpolitikában az utóbbi években nem játszott szerepet, nemcsak a németek, de még a kormánypárti körök sem igen ismerték. Horthy Miklós csak meglehetősen hosszú kapacitálással tudta rávenni Kállayt, hogy elfogadja a miniszterelnökséget. Kállay 1942. március 10-én lett miniszterelnök és egyúttal a kormánypárt tagja. Beiktatása politikai változást jelentett. Az addigi időkben hol angolbarát, hol németbarát kormányok vezették az ország politikáját, a németek szövetségeseként az angolok felé kacsintgattunk. Kállayval ez a politika már csak külsőleg maradt meg, tartalmában egyértelművé vált: szembefordulni a németekkel, átállni az angolokhoz, abbahagyni a szovjetellenes háborút.

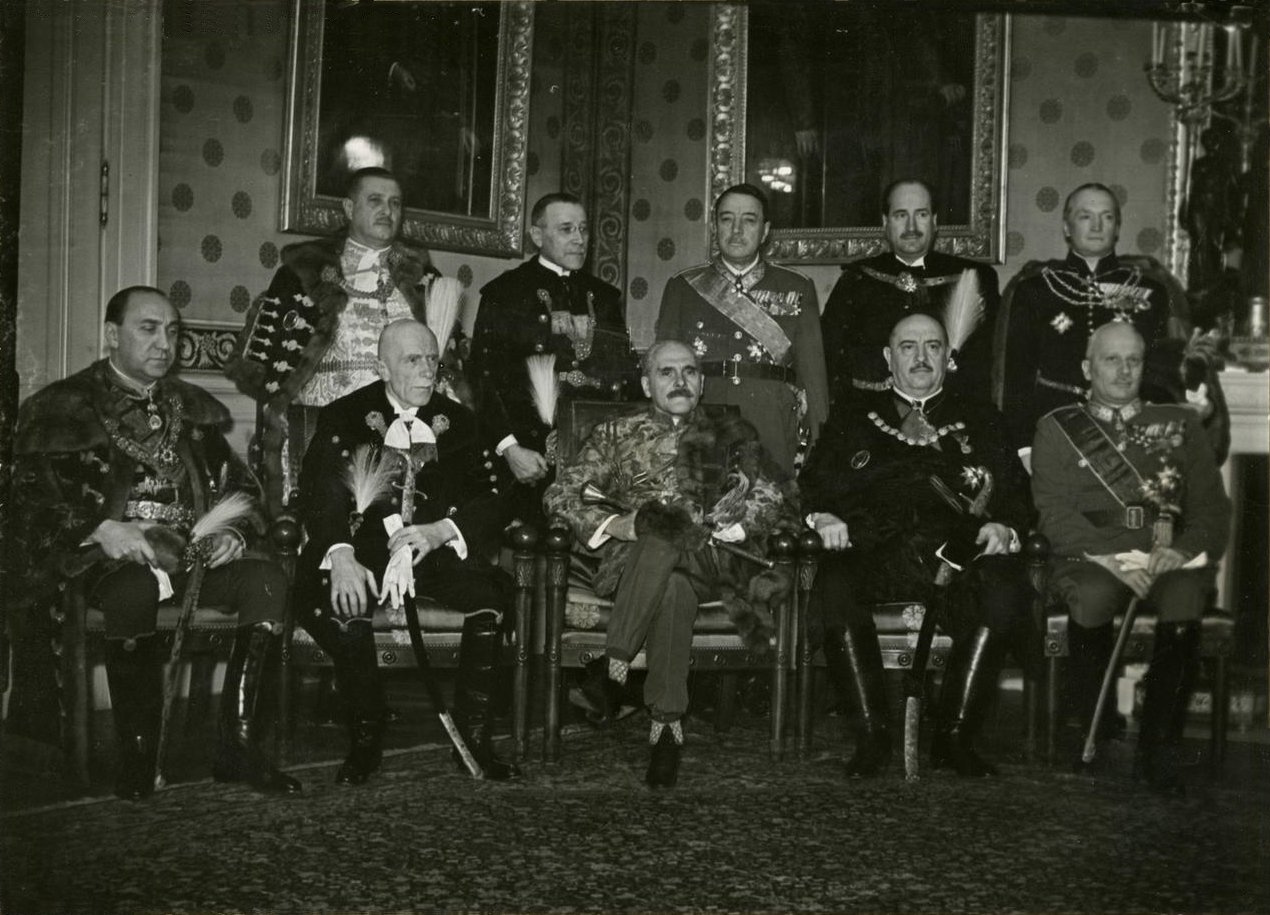
A Kállay-kormány beiktatása, 1942. március 10. (Ülő sor balról jobbra: Reményi-Schneller Lajos pénzügy-, Keresztes-Fischer Ferenc belügyminiszter, Kállay Miklós miniszterelnök és ideiglenes külügyminiszter, Hóman Bálint vallás- és közoktatásügyi-, Bartha Károly honvédelmi miniszter, álló sor: Varga József kereskedelem-, közlekedés- és iparügyi-, Radocsay László igazságügyi-, Győrffy-Bengyel Sándor közellátási tárcanélküli-, Bánffy Dániel földművelésügyi miniszter, Bárczy István miniszterelnökségi államtitkár

Kállay úgy gondolta, hogy a kinevezése körüli esetleges gyanakvást azzal altathatja el legjobban, ha a Bárdossy-kormányt egy az egyben átveszi, pusztán annyi személyi változtatást eszközölt, hogy eleinte a külügyminiszteri tárcát is magánál tartotta (a németek Sztójay Dömét vagy Bárdossy Lászlót látták volna szívesen a poszton). A saját helyzete ezzel tovább nehezült, mivel a miniszterei között alig pár ember akadt, akiben megbízhatott. Elsősorban Keresztes-Fischer Ferenc belügyminiszter, továbbá Bánffy Dániel földművelésügyi miniszter és Ghyczy Jenő (aki külügyminiszterként Kállayt váltotta) támogatták idővel egyre kockázatosabb politikáját, másfelől viszont olyanok is ültek a kabinetben, akik nem pusztán németbarátok voltak (ahogy a többség), hanem gyakorlatilag náci kémeknek bizonyultak. Reményi-Schneller Lajos pénzügyminiszter és Bartha Károly honvédelmi miniszter rendszeresen tájékoztatták Berlint, hogy mi történik, mi hangzik el a minisztertanácsi üléseken. Kállay protokolláris bemutatkozó látogatása több mint három hónapot késett Hitlernél, a németek különféle ürügyekkel halogatták a magyar kormányfő fogadását (ezek között szerepelt például Ribbentrop elhúzódó fogászati kezelése), így bátran állíthatjuk, hogy már a kezdetek kezdetétől nagy fokú bizalmatlanság lengte körül Berlinben Kállay személyét.
Kállay tehát fokozatosan feladta elődje, Bárdossy tengelyhatalmak felé irányuló vonalát. Arra számítva, hogy a győzelem az angolszász szövetségeseké lesz, titkos tárgyalásokat kezdeményezett velük. Először Törökországban történtek béketapogatózások, majd Stockholmban, Bernben és Lisszabonban is aktívvá vált a magyar diplomácia. A portugál fővárosban a magyarok az emigráns lengyel kormány katonai attaséján keresztül léptek félhivatalos érintkezésbe az angolszászokkal, majd később az amerikaiakkal is. Rendkívül megnehezítette a helyzetet, hogy Hitler mindeközben folyamatos követelésekkel lépett fel, amelyek három területre terjedtek ki: a Magyar 2. hadsereg kiegészítésére, vagyis újabb magyar katonai alakulatok frontra küldésére, a Harmadik Birodalomba irányuló magyar szállítások (elsősorban gabonaszállítások) mennyiségének növelésére, és nem utolsósorban a magyarországi „zsidókérdés mielőbbi megoldására”. Kállay mindhárom területen ellenállt a nyomásnak, a magyar gazdaság helyzetét a valóságosnál sokkal sötétebbre festette a németek előtt, ragaszkodott ahhoz, hogy nem képes az ország újabb alakulatok felfegyverzésére és ellátmányozására, a zsidók esetében pedig magyar sajátosságokra, keresztényi humanitásra és a zsidók társadalomban betöltött nélkülözhetetlen szerepére hivatkozva utasította vissza mind a deportálások, mind a sárga csillag viselésének gondolatát. A nyílt konfrontáció elkerülésének szándékával azonban jóváhagyta, hogy a zsidó vallást visszaminősítsék bevettből elismertté, továbbá olyan rendelkezéseket léptetett életbe, hogy zsidók nem vehetnek és birtokolhatnak földingatlant, és katonai szolgálat helyett munkaszolgálatra kötelesek.

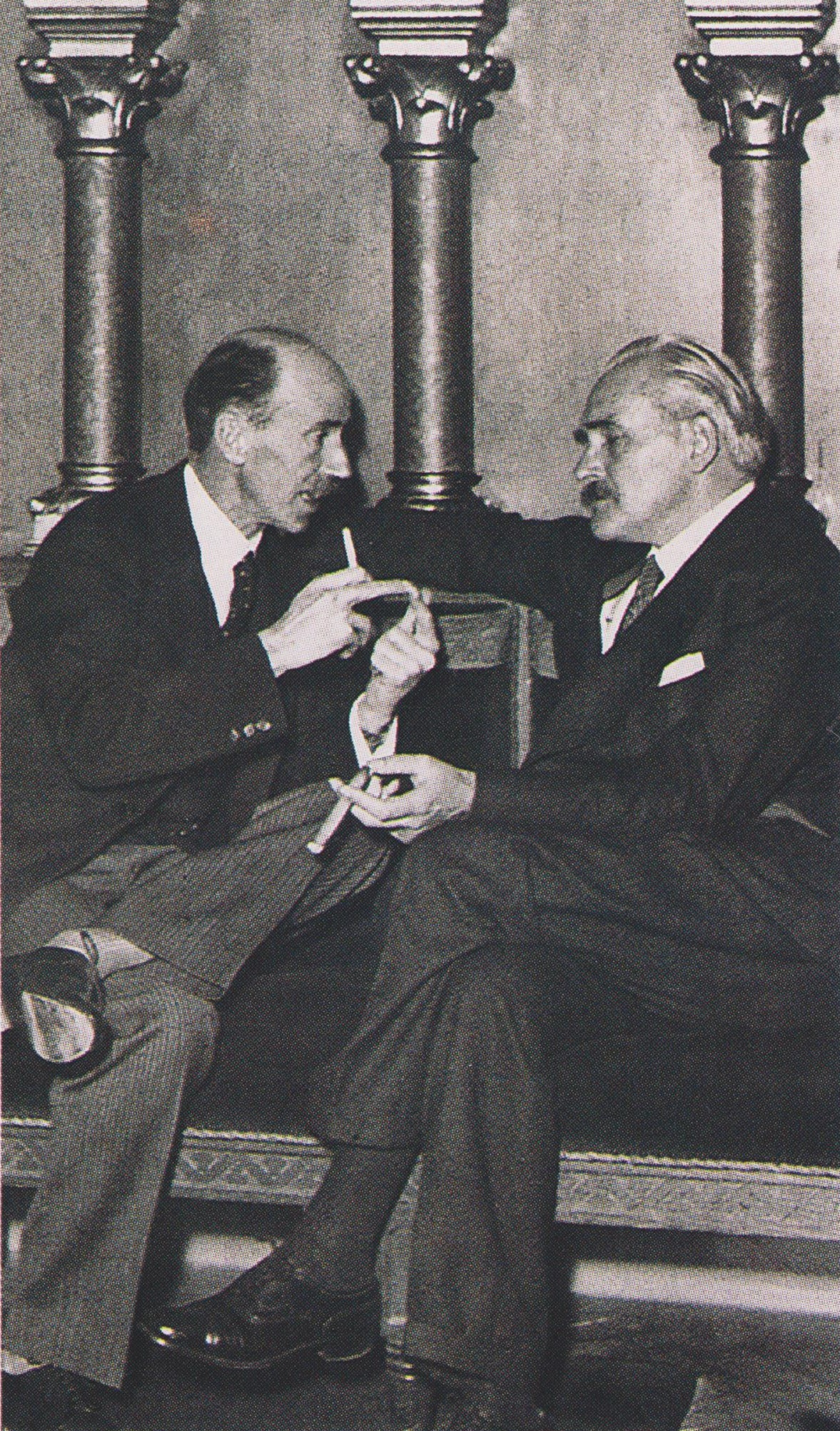
Bethlen Istvánnal a plenáris ülés szünetében, 1942 k.

Az olasz kapitulációval egy időben, 1943. szeptember 9-én titkos fegyverszüneti egyezmény született Nagy-Britannia és Magyarország között, amelynek értelmében Magyarország feltétel nélkül leteszi a fegyvert a Balkánról érkező angol-amerikai csapatok előtt. A megállapodást Veress László, a Külügyminisztérium egyik fiatal munkatársa készítette elő Isztambulban, és bár Kállay nem adott meghatalmazást az ilyen tartalmú megegyezésre – értelmezése szerint a „feltétel nélküli fegyverletétel” az ország szuverenitásáról történő lemondással lett volna egyenértékű –, Veress a miniszterelnök és a kormány tudta nélkül, de az ő nevükben mégis aláírta a dokumentumot. A magyar kormány részéről nem került sor a későbbiekben az egyezmény formális megerősítésére, ami azonban így is életbe lépett. Fontos leszögezni, hogy a szövetségesek nem jártak el jóhiszeműen, a megállapodás ugyanis részükről taktikai jellegű volt – Churchill és Roosevelt ekkorra már elvetette a balkáni frontnyitás forgatókönyvét, de bátorítani akarták Kállayékat a kiugrásra, és tudván, hogy a német hírszerzés tökéletesen informált, Hitler összezavarására törekedtek ezzel is a várható angol-amerikai hadműveletek irányát illetően. Komoly súllyal esett emellett latba, hogy ha a németek megszállják Magyarországot, néhány hadosztályukat leköti a feladat, és ennyivel is kevesebb haderővel kell majd nekik Olaszországban és Normandiában szembenézniük. A magyar zsidóság, baloldal, angolbarát csoportok és az ország bizonyos javainak náci bevonulás esetén biztosra vehető pusztulása nem befolyásolta az angolszászokat politikájuk alakításában.

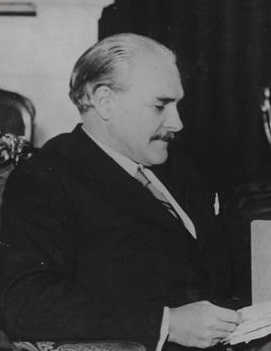
Miniszterelnökként

Olaszország átállását követően a német vezérkar elkészítette a Margaréta-tervet (Operation Margarethe) Magyarország megszállására, amelyet a keleti front közeledtével, 1944 márciusában valósítottak meg. Még ez év februárjában Bethlen István a Felsőház Véderőbizottságában javasolta, hogy kössünk különbékét a Szovjetunióval, egyúttal indítsunk támadást Dél-Erdély elfoglalására. Kállay úgy ítélte meg, hiányzik ehhez a kellő katonai erő, továbbá még mindig az időhúzásban látta az optimális stratégiát. Bár a bolsevik veszély félelme áthatotta az egész magyar politikai elitet a miniszterelnökkel együtt, a közhiedelemmel ellentétben Kállay Moszkvával is felvette a kapcsolatot, igaz, elég későn, csak 1944 elején. Kállay Miklós érezhetően sokkal józanabbul ítélte meg – már miniszterelnöksége kezdetétől – Magyarország kilátásait a háborúban Németország oldalán, mint környezetének többsége, néhány illúzióhoz azonban ragaszkodott, mivel valószínűleg, ezek nélkül nem lett volna képes a rábízott feladatot ellátni. A remények közül az első az angolszászok gyorsabb, a szovjet csapatokat megelőző ideérkezését várta, a második – ennél súlyosabb tévképzet – abba kapaszkodott bele, hogy a Kárpátoknál, mint természet adta védvonalnál talán sikerül a „keleti hordákat” megállítani, vagy legalább időlegesen feltartóztatni, a harmadik – ami nem volt teljesen alaptalan, csupán a nagyhatalmak egyezkedései során az idő előrehaladtával átrajzolódtak a prioritások és az érdekszférák – a magyar „jó pontok” akceptálása, továbbá az 1941-es Atlanti Charta elveinek érvényesítése révén egy trianoninál kedvezőbb határmegállapításban, illetve független, „bolsevizálatlan” Magyarországban bízott a háború befejeztével.
A Margaréta-terv egyik fontos célja a Kállay kormány leváltása és a titkos diplomáciai kapcsolatok felszámolása volt. 1944. március 18-ára Hitler tárgyalásra hívta Horthyt, azzal az egyértelmű, a meghívottal persze nem közölt szándékkal, hogy a megszállás idején Horthy ne legyen itthon, tehát döntéshelyzetben. Bár felmerült Kállay kiutazása is, végül egy kisebb küldöttség indult útnak Klessheimbe, a kormányzót többek között Ghyczy külügyminiszter kísérte el. Már napokkal korábban jelentések érkeztek, hogy a magyar-osztrák határon (amely ekkoriban magyar-német határ volt) Wehrmacht csapatösszevonások tapasztalhatók, ezért Kállay és a kiutazók úgy állapodtak meg, hogy ha a kintiek számára világossá válik az invázió, Ghyczy (aki közismerten gyomorbeteg volt), a következő szövegű táviratot küldi: „Kérem tudatni feleségemmel, hogy jól vagyok.” A távirat befutott, és a miniszterelnök fia, Kristóf, aki egyben a személyi titkára volt, azonnal megkezdte az angolbarát személyek telefonos riasztását. A hír ezután futótűzként terjedt, és ekkor égették el Kállayék a miniszterelnökségen, illetve minisztériumok munkatársai és ellenzéki politikusok máshol azokat az iratokat, amelyeket életveszélyesnek ítéltek német kézbe kerülésük esetében.

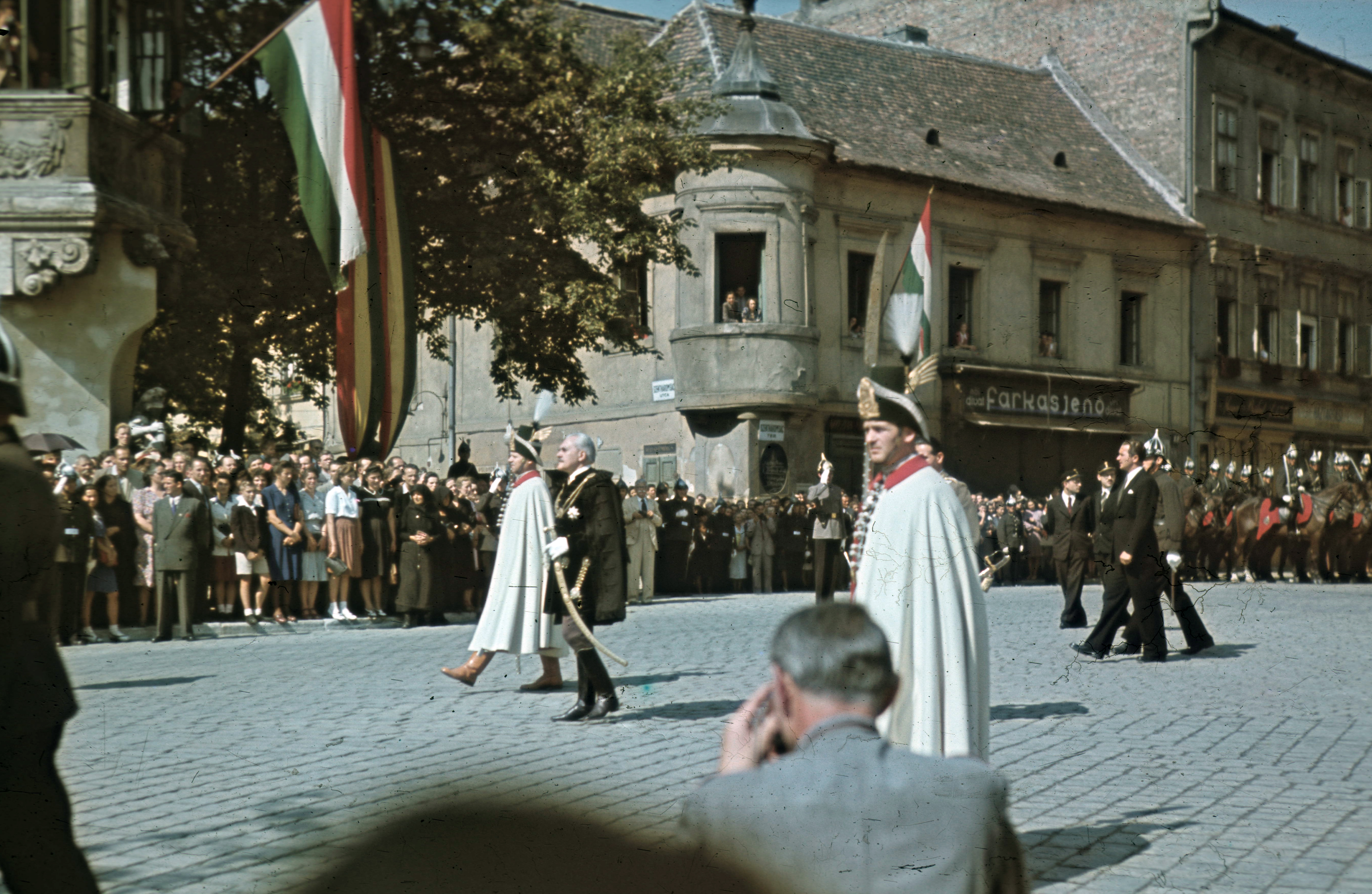
Kállay Miklós miniszterelnök az 1943-as körmeneten a Budai Várnegyed-ben Fortepan

### Miniszterelnöksége után
A német megszállás másnapján, 1944. március 20-án reggel Kállay a Sándor-palotából a letartóztatására érkező SS-alakulat elől egy alagúton Horthy rezidenciájára menekült, majd a török követségen kért menedéket. A megszállás után azt tanácsolta Horthynak, hogy vonuljon vissza az államügyektől, ne éljen legfelsőbb hadúri jogaival és semmilyen államiratot ne írjon alá. Horthy nem fogadta meg Kállay tanácsát, mert úgy gondolta, hogy ha rendkívül korlátozott hatalmi helyzetből is, de – kompromisszumok árán – képviselni tudja a magyar érdekeket.

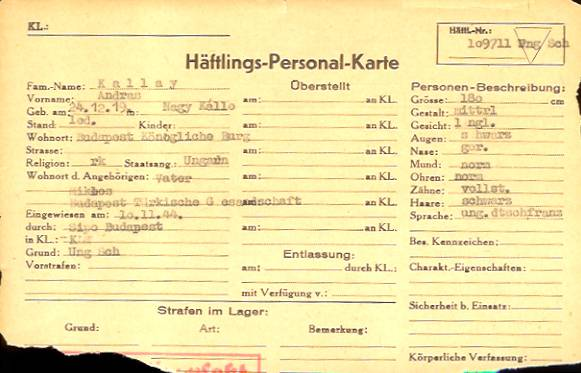
Kállay András (Kállay Miklós miniszterelnök legfiatalabb fia) náci fogolykártyája 1944-ből

Amikor az októberben hatalomra került Szálasi Ferenc a kiadását követelte, Kállay elhagyta a török követséget és önként feladta magát a nyilasoknak. Letartóztatták, előbb a Margit körúti fogházba, majd Sopronkőhidára szállították (itt valószínűleg Kállayval találkozott Bajcsy-Zsilinszky Endre a kivégzése előtt utoljára), később Mauthausenbe, onnan pedig Dachauba hurcolták. Kállay már koncentrációs táborban volt, amikor megtudta, hogy legkisebb fiát, Andrást szintén elfogták, és ugyanabban a táborban van, ahol ő. A front közeledtével tovább hurcolták őket Dél-Tirolba, a fogolyszállítmány különböző nemzetiségű ismert személyekből, ellenállókból illetve azok családtagjaiból állt. 1945. május 4-én kalandos körülmények közt szabadult ki a fogságból. Szabadulása után értesült csak arról, hogy feleségét, Helént Buda ostroma közben február 7-én halálos német gránáttalálat érte.
Kállay Miklós 1953-ig Olaszországban, Capri szigetén, majd Rómában élt. Innen az Amerikai Egyesült Államokba költözött, az emigráció aktív tagjaként dolgozott, cikkeket írt, beszédeket tartott, dél-amerikai előadói körutat tett.
Kállay többször hangsúlyozta emlékirataiban, hogy a magyar külpolitika irányváltoztatását nem a katonai helyzet miatt, hanem elvi okokból vitte véghez. Amikor ő miniszterelnök lett, a német katonai erőt még nem érte vereség, de ő gyűlölte a nácizmust és mindig is angolbarát volt.
Politikai pályafutásán végigtekintve legfontosabb eredményének a vízügyi és mezőgazdasági reformterveinek részleges megvalósítását tekintette, kiemelve, hogy ezek voltak azok a területek, amelyekhez igazán értett, és amelyeken jó szívvel dolgozott.

## Emlékezete
Kállay Miklóst először New Yorkban temették el, majd 1988-ban hamvait áthozták Rómába, és a magyar máltai lovagok sírboltjában helyezték el. 1993-ban érkezett haza Kállósemjénbe, ahol végakarata szerint szülei, testvérei és első felesége mellett, a családi kriptában lelt örök nyughelyre. Mellszobrát (Gömbös László szobrászművész 1994-ben készült alkotását) a nyíregyházi megyeháza előtt 2000. augusztus 20-án leplezték le.
A volt budapesti török követség helyén álló Európai Ifjúsági Központ aulájában 2002-től emléktábla tudatja, hogy Kállay Miklós 1944. március 19. és november 19. között a Török Köztársaság követségén talált menedéket.
Kállósemjénben 2008-tól iskola viseli a nevét (Kállay Miklós Általános Iskola).
Legidősebb fia, Kállay Kristóf, a Szuverén Máltai Lovagrend szentszéki nagykövete kezdeményezte és alapította a nyíregyházi Kállay Gyűjteményt, ami a Nyírvíz-palota második emeletén található. A gyűjtemény tartalmazza többek között Kállay Miklós levelezését.
Alakja jelentős szerepet kapott Kondor Vilmos 2010-ben megjelent A budapesti kém című bűnügyi regényében.

## Megjelent írásai
- XI. Pius pápa a béke fejedelme; Cserépfalvi, Budapest, 1937
- A kenderesi gazda (Horthy Miklós, Singer és Wolfner, Budapest, 1939, 225–236. o.)
- A magyar nép a nagy viharban – K. M. kilenc beszéde (Athenaeum, Budapest, 1942)
- Nagy idők sodrában. Kállay Miklós beszédei és nyilatkozatai 1942. március 12.–1943. május 29.; Stádium, Budapest, 1943
- Tettek-tervek I–II. – A Kállay-kormány munkássága és politikája (Stádium, Budapest, 1943)
- Magyar célok és feladatok a világháború negyedik évében (Stádium, Budapest, 1943)
- A magunk útján. Kállay Miklós beszédei és nyilatkozatai 1943. június 18.–1944. január 20.; Stádium Sajtóvállalat Rt., Budapest, 1944
- Örök a magyar! – Idézetek beszédeiből (Athenaeum, Budapest, 1944)
- Hungarian premier. A personal account of a nation's struggle in the second world war; előszó C. A. Macartney; Columbia University Press, New York, 1954
- Néhány cikk és beszéd az utóbbi évekből (New York, 1963)
- Magyarország miniszterelnöke voltam. 1942–1944. Egy nemzet küzdelme a második világháborúban, 1–2.; szerk. Antal László, előszó C. A. Macartney, jegyz. Antal László, Borhi László, utószó Borhi László; Európa–História, Budapest, 1991 (Extra Hungariam)